# Циклопропен
Циклопропе́н — органическое соединение, циклический углеводород с молекулярной формулой C3H4. Это трёхуглеродное соединение является самым простым циклоалкеном. Производные циклопропена присутствуют в некоторых жирных кислотах, используются для контроля созревания определённых плодов.

## Структура и связь
Молекула имеет треугольную структуру. Уменьшенная длина двойной связи по сравнению с одинарной связью приводит к тому, что угол, противоположный двойной связи, сужается до примерно 51° от угла 60°, обнаруженного в циклопропане. Как и в случае циклопропана, углерод-углеродная связь в кольце имеет повышенный р-характер: алкеновые атомы углерода используют sp2.68-гибридизацию для кольца. Ввиду значительного напряжения цикла, это вещество является весьма реакционноспособным.

## Синтез
Циклопропиламин, реагируя с иодистым метилом, становится исчерпывающе метилированным. Полученная таким образом иодистая соль реагирует с влажным гидроксидом серебра. Последующая сухая перегонка гидроксида циклопропилтриметиламмония даёт циклопропен элиминированием Гофмана: